# 5521 Morpurgo
5521 Morpurgo este un asteroid din centura principală de asteroizi.

## Descriere
5521 Morpurgo este un asteroid din centura principală de asteroizi. A fost descoperit pe 15 august 1991 la Observatorul Palomar de Eleanor Francis Helin. Asteroidul prezintă o orbită caracterizată de o semiaxă mare de 2,57 ua, o excentricitate de 0,19 și o înclinație de 11,2° în raport cu ecliptica.